# Formy biogeniczne i antropogeniczne
Formy antropogeniczne - formy powierzchni Ziemi powstałe wskutek niszczącej, budującej lub przeobrażającej działalności człowieka. Okres zmian w morfologii terenu rozpoczął się około 10 tysięcy lat temu wraz z przejściem człowieka od gospodarki zbieracko-myśliwsko-rybackiej (koczownictwa) do produkcyjnej rolniczo-handlowej. Największe formy antropogeniczne związane są jednak z dużo późniejszym okresem w historii rozwoju człowieka. Ich powstanie wiąże się z rozpoczęciem na dużą skalę eksploatacji surowców mineralnych i skalnych. 
Do form utworzonych wskutek budującej działalności człowieka zaliczmy m.in.: kurhany, kopce, wały, grodziska, nasypy drogowe i kolejowe, hałdy oraz zwały przemysłowe i kopalniane (odpady). 
Do form wklęsłych, utworzonych wskutek niszczącej działalności człowieka zaliczamy: kopalnie odkrywkowe, kamieniołomy, glinianki, piaskownie, żwirownie, wyrobiska górnicze, wcięcia, wykopy, podcięcia drogowe, wcięcia kanałów, leje po bombach, zapadliska kopalniane oraz niecki z osiadania.
Do form przeobrażonych zaliczamy przede wszystkim terasy rolne i budowlane.